# Estêvão Gomes

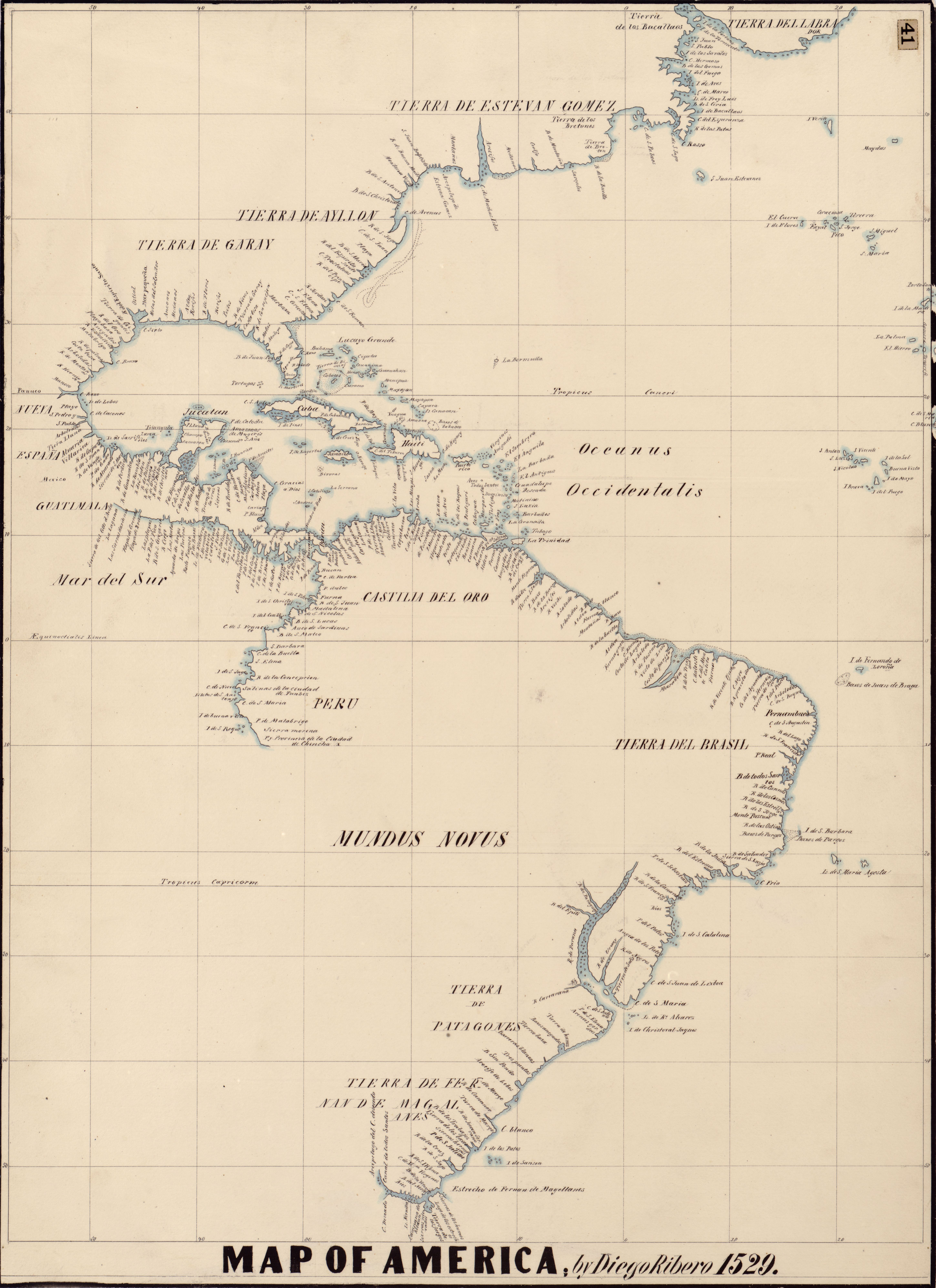

Estêvão Gomes (1483 — 1538) foi um navegador português de ascendência africana. Fez importantes explorações marítimas a serviço da coroa espanhola.
Foi um dos cinco pilotos dos trinta portugueses que participaram na primeira viagem de circum-navegação, de 1519 a 1522, comandada por Fernão de Magalhães.
Estêvão Gomes foi nomeado pelo rei espanhol, futuro imperador Carlos V, para encontrar uma passagem marítima para a Índia no Atlântico Norte, que atravessou ao partir da Corunha (Espanha) em 1524, navegando en direcção à Terra Nova (Canadá), partindo de lá depois para a Nova Escócia (Canadá), explorando a costa Leste dos atuais Estados Unidos. 
Nesta viagem, o navegador português Estêvão Gomes registou em mapa a linha costeira de Maine, Massachusetts, Connecticut; Nova Iorque, Manhattan (Rio Hudson), Nova Jersey e Delaware, chegando mesmo à Florida.